# 陸上自衛隊中央輸送隊
陸上自衛隊中央輸送隊（りくじょうじえいたいちゅうおうゆそうたい、JGSDF Central Transportation Command）は、陸上自衛隊横浜駐屯地（神奈川県横浜市保土ケ谷区）に本部が駐屯する防衛大臣直轄の輸送科部隊である。

## 任務
隊長は、1等陸佐（一）が充てられ、陸上自衛隊の部隊および装備品等の2個方面区以上にわたる輸送、日本と外国との間の輸送、京浜港等（京浜港、東京国際空港と成田国際空港含む）における有償援助による調達に係る装備品等および供与品の受取り等の業務およびこれらに関わる調査および研究を任務とする。

## 沿革
陸上自衛隊中央輸送業務隊
- 1983年（昭和58年）3月24日：京浜港湾処理隊、青函地区輸送連絡隊、第391会計隊が編合・改編して陸上自衛隊中央輸送業務隊が発足。

※編成：隊本部、京浜地区隊（横浜駐屯地）、青函地区隊（青森駐屯地、函館駐屯地）。
- 1996年（平成08年）3月29日：移動支援隊を新編。
- 2006年（平成18年）3月27日：部隊改編等。

1. 京浜地区隊、青函地区隊を廃止するとともに輸送処理隊を新編。移動支援隊を3隊に分割。
2. 青函地区隊の廃止に伴い、第3移動支援隊を函館駐屯地に新編。

- 2008年（平成20年）3月26日：第3移動支援隊が函館駐屯地から横浜駐屯地へ移駐。
- 2015年（平成27年）3月26日：第4移動支援隊、第5移動支援隊を新編。
- 2018年（平成30年）3月26日：陸上自衛隊中央輸送業務隊が廃止。

陸上自衛隊中央輸送隊
- 2018年（平成30年）3月27日：陸上自衛隊中央輸送隊が横浜駐屯地において編成完結。

1. 第1～第5移動支援隊を第1～第5国際輸送支援隊に改編。
2. 各方面後方支援隊隷下の方面輸送隊輸送業務隊を隷下に編合して方面分遣隊として再編成。
3. 北部方面輸送隊第101輸送業務隊（真駒内駐屯地）を第1方面分遣隊に改編。
4. 東北方面輸送隊第105輸送業務隊（霞目駐屯地）を第2方面分遣隊に改編。
5. 東部方面輸送隊第102輸送業務隊（朝霞駐屯地）を第3方面分遣隊に改編。
6. 中部方面輸送隊第104輸送業務隊（桂駐屯地）を第4方面分遣隊に改編。
7. 西部方面輸送隊第103輸送業務隊（健軍駐屯地）を第5方面分遣隊に改編。

- 2023年（令和05年）3月15日：第1方面分遣隊本部が真駒内駐屯地から東千歳駐屯地に移駐[1]。

## 部隊編成
特記がないものは横浜駐屯地に所在している。
- 中央輸送隊本部
  - 総務科
  - 企画科
  - 運用科
  - 管理科「中輸」
  - 会計科
- 輸送処理隊（横浜ノース・ドック）
- 第1国際輸送支援隊
- 第2国際輸送支援隊
- 第3国際輸送支援隊
- 第4国際輸送支援隊
- 第5国際輸送支援隊
- 第1方面分遣隊
  - 第1方面分遣隊本部「中輸-1分遣」（東千歳駐屯地）
  - 第1端末地業務班（真駒内駐屯地）
  - 第2端末地業務班（旭川駐屯地）
  - 第3端末地業務班（帯広駐屯地）
- 第2方面分遣隊
  - 第2方面分遣隊本部「中輸-2分遣」（霞目駐屯地）
  - 第1端末地業務班（岩手駐屯地）
  - 第2端末地業務班（八戸駐屯地）
  - 第3端末地業務班（神町駐屯地）
- 第3方面分遣隊
  - 第3方面分遣隊本部「中輸-3分遣」（朝霞駐屯地）
  - 第1端末地業務班（朝霞駐屯地）
  - 第2端末地業務班（相馬原駐屯地）
  - 第3端末地業務班（富士駐屯地）
- 第4方面分遣隊
  - 第4方面分遣隊本部「中輸-4分遣」（桂駐屯地）
  - 第1端末地業務班（春日井駐屯地[2]）
  - 第2端末地業務班（海田市駐屯地）
  - 第3端末地業務班（善通寺駐屯地）
- 第5方面分遣隊
  - 第5方面分遣隊本部「中輸-5分遣」（健軍駐屯地）
  - 第1端末地業務班（健軍駐屯地）
  - 第2端末地業務班（福岡駐屯地）
  - 第3端末地業務班（国分駐屯地）
  - 第4端末地業務班（那覇駐屯地）
  - 第5端末地業務班（那覇駐屯地）

## 主要幹部
| 官職名                                   | 階級    | 氏名       | 補職発令日     | 前職                       |
| ---------------------------------------- | ------- | ---------- | -------------- | -------------------------- |
| 陸上自衛隊中央輸送隊長 兼 横浜駐屯地司令 | 1等陸佐 | 小薗井明裕 | 2025年03月03日 | 北部方面後方支援隊長       |
| 副隊長                                   | 2等陸佐 | 橋本博己   | 2024年12月20日 | 陸上自衛隊輸送学校総務課長 |

| 代                         | 氏名                       | 在職期間                        | 出身校・期                 | 前職                                         | 後職                                                      |
| 陸上自衛隊中央輸送業務隊長 | 陸上自衛隊中央輸送業務隊長 | 陸上自衛隊中央輸送業務隊長      | 陸上自衛隊中央輸送業務隊長 | 陸上自衛隊中央輸送業務隊長                   | 陸上自衛隊中央輸送業務隊長                                |
| -------------------------- | -------------------------- | ------------------------------- | -------------------------- | -------------------------------------------- | --------------------------------------------------------- |
| 01                         | 湯田次男                   | 1983年03月24日 - 1984年03月15日 | 早稲田大学 昭和30年卒      | 京浜港湾処理隊長                             | 東北方面総監部監察官                                      |
| 02                         | 田中英二                   | 1984年03月16日 - 1986年03月31日 | 中央大学 昭和31年卒        | 陸上自衛隊輸送学校副校長 兼 企画室長         | 退職（陸将補昇任）                                        |
| 03                         | 原口清澄                   | 1986年04月01日 - 1987年07月31日 | 防大2期                    | 陸上自衛隊中央輸送業務隊勤務                 | 陸上自衛隊輸送学校副校長 兼 企画室長                      |
| 04                         | 坂本龍起                   | 1987年08月01日 - 1989年03月31日 | 防大3期                    | 陸上幕僚監部装備部輸送課長                   | 陸上自衛隊輸送学校副校長 兼 企画室長                      |
| 05                         | 小橋正美                   | 1989年04月01日 - 1991年07月31日 | 防大3期                    | 陸上幕僚監部監理部法務課長                   | 退職（陸将補昇任）                                        |
| 06                         | 白石桂一                   | 1991年08月01日 - 1993年07月31日 | 防大5期                    | 北部方面輸送隊長                             | 退職（陸将補昇任）                                        |
| 07                         | 田中丸正治                 | 1993年08月01日 - 1995年03月31日 | 防大10期                   | 陸上自衛隊輸送学校教育部長                   | 北部方面総監部監察官                                      |
| 08                         | 深津俊                     | 1995年04月01日 - 1998年06月30日 | 防大11期                   | 中部方面総監部装備部長                       | 陸上自衛隊輸送学校長                                      |
| 09                         | 小澤正                     | 1998年07月01日 - 2000年07月31日 | 防大13期                   | 自衛隊栃木地方連絡部長                       | 退職（陸将補昇任）                                        |
| 10                         | 蜂須賀守                   | 2000年08月01日 - 2003年07月31日 | 防大14期                   | 陸上自衛隊幹部学校主任研究開発官             | 退職（陸将補昇任）                                        |
| 11                         | 梅原泰                     | 2003年08月01日 - 2005年03月31日 | 防大16期                   | 陸上自衛隊輸送学校副校長 兼 企画室長         | 退職（陸将補昇任）                                        |
| 12                         | 伊丹俊二                   | 2005年04月01日 - 2007年12月02日 | 防大18期                   | 陸上自衛隊輸送学校副校長 兼 企画室長         | 退職（陸将補昇任）                                        |
| 13                         | 田上安男                   | 2007年12月03日 - 2009年07月31日 | 防大22期                   | 統合幕僚監部首席後方補給官付 後方補給官      | 陸上自衛隊東北補給処副処長                                |
| 14                         | 馬場邦夫                   | 2009年08月01日 - 2011年04月26日 | 防大29期                   | 東北方面後方支援隊 東北方面輸送隊長          | 北部方面総監部情報部長                                    |
| 15                         | 増田潤一                   | 2011年04月27日 - 2012年07月25日 | 防大26期                   | 東部方面総監部装備部長                       | 陸上自衛隊輸送学校長 （陸将補昇任）                       |
| 16                         | 加治屋裕一                 | 2012年07月26日 - 2014年12月18日 | 防大29期                   | 統合幕僚監部首席後方補給官付 後方補給官      | 東北方面総監部装備部長                                    |
| 17                         | 壇雅昭                     | 2014年12月19日 - 2017年11月30日 | 防大32期                   | 東部方面後方支援隊 東部方面輸送隊長          | 自衛隊情報保全隊情報保全官                                |
| 18                         | 岡田俊和                   | 2017年12月01日 - 2018年03月26日 | 防大32期                   | 統合幕僚監部首席後方補給官付 後方補給官      | 陸上自衛隊中央輸送隊長 兼 横浜駐屯地司令                  |
| 陸上自衛隊中央輸送隊長     |                            |                                 |                            |                                              |                                                           |
| 01                         | 岡田俊和                   | 2018年03月27日 - 2019年03月31日 | 防大32期                   | 陸上自衛隊中央輸送業務隊長 兼 横浜駐屯地司令 | 陸上自衛隊北海道補給処長 兼 島松駐屯地司令 （陸将補昇任） |
| 02                         | 大場昭彦                   | 2019年04月01日 - 2020年07月31日 | 防大38期                   | 陸上幕僚監部装備計画部装備計画課 輸送室長    | 統合幕僚監部首席後方補給官付 後方補給官                   |
| 03                         | 黒田耕太郎                 | 2020年08月01日 - 2021年09月29日 | 防大34期                   | 統合幕僚監部首席後方補給官付 後方補給官      | 陸上自衛隊輸送学校長 （陸将補昇任）                       |
| 04                         | 小澤和之                   | 2021年09月30日 - 2023年03月12日 | 成城大学 平成6年卒         | 陸上幕僚監部装備計画部装備計画課 輸送室長    | 統合幕僚監部首席後方補給官付 後方補給官                   |
| 05                         | 山田浩一                   | 2023年03月13日 - 2025年03月02日 | 防大41期                   | 陸上幕僚監部装備計画部装備計画課 輸送室長    | 統合幕僚監部首席後方補給官付 後方補給官                   |
| 06                         | 小薗井明裕                 | 2025年03月03日 -                | 防大37期                   | 北部方面後方支援隊長                         |                                                           |

## 主要装備
- 1/2tトラック / 73式小型トラック
- 1 1/2tトラック / 73式中型トラック
- 3 1/2tトラック / 73式大型トラック
- 業務車1号
- 人員輸送車
- 89式5.56mm小銃